# Злокобна нощ
Злокобна нощ e американски минисериал на телевизионния канал HBO. Сериалът се състои от 8 епизода и започва излъчване на 10 юли 2016 година. Продукцията е вдъхновена от британския телевизионен сериал на BBC - Criminal Justice от 2008 година.
Сериалът получава много добри отзиви както от критиката, така и от зрителите.

## Сюжет
Насир Хан (Риз Ахмед) е млад колежанин от пакистанско семейство, който решава да отиде на колежанско парти с таксиметровата кола на баща си, без негово знание. По време на пътуването си в колата му се качват клиенти, като един от тях е млада жена. Въпреки че опитва да я изгони, в крайна сметка Насир решава да я закара до желаната от нея дестинация. Впоследствие двамата взимат наркотици и алкохол и правят секс в дома на момичето. На следващата сутрин Насир се събужда в кухнята и намира момичето убито с множество прорезни рани в спалнята. Той се паникьосва и опитва да избяга но впоследствие е заловен и изпратен в затвора докато тече делото му за предумишлено убийство. Джон Стоун (Джон Туртуро) избира да бъде негов адвокат.